# Gerard Bijnens
Gerard Joseph Bijnens (Houthalen, 12 december 1911 - Genk, 23 april 1991) was een Belgisch politicus voor de CVP.

## Levensloop
Bijnens was handelaar en werd in 1946 verkozen tot gemeenteraadslid van Genk, waar hij van 1947 tot 1976 burgemeester was.
Hij was tevens van 1949 tot 1969 volksvertegenwoordiger voor het arrondissement Hasselt.